# Amyloplast

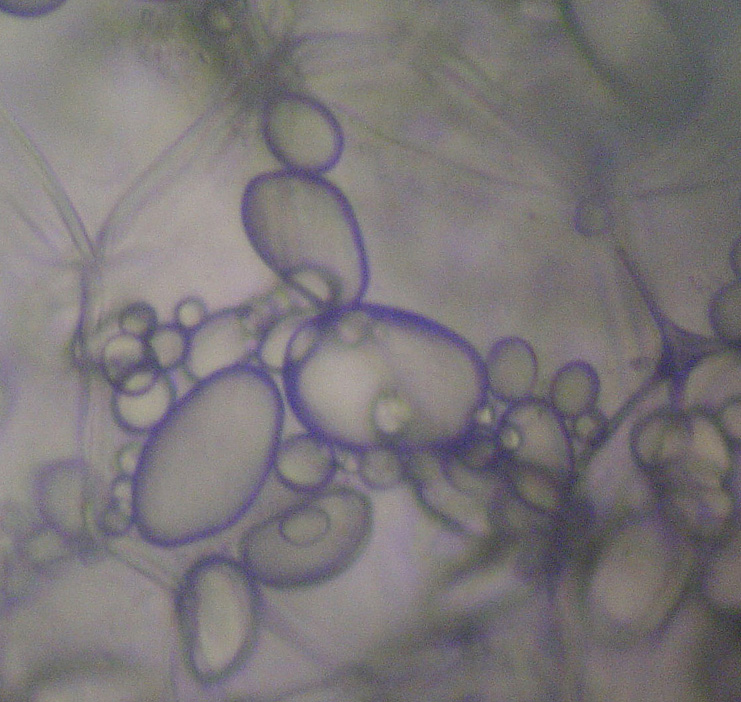
Amyloplasten in einer Kartoffelzelle

Amyloplasten (altgr. ἄμυλον ámylon „Kraftmehl“, „Stärke“ und πλαστός plastós „geformt“) sind Organellen, die in manchen Pflanzenzellen vorkommen. Sie sind eine Chlorophyll-freie Form der Plastiden und gehören daher zu den Leukoplasten. Ihre Funktion ist die Erstellung und Speicherung von Stärke. Sie finden sich daher in den Speicherorganen der Pflanzen, also in Früchten, Teilen der Sprossachse oder in unterirdischen Reserveorganen (Speicherwurzeln, Knollen, Rhizome).  
Der Stärkenachweis gelingt unter dem Mikroskop durch die blauviolette Farbreaktion, die sich mit der jodhaltigen Lugolschen Lösung ergibt. Die Amyloplasten der Kartoffel enthalten in der Regel ein Stärkekorn (manchmal zwei), dessen Wachstumsringe unter dem Mikroskop sichtbar sind (besonders im polarisierten Licht). Bei der Banane bilden die Amyloplasten durch einseitiges Wachstum längliche Gebilde, die am besten in halbreifen Bananen zu erkennen sind.
In Wolfsmilchgewächsen findet man hantel- oder knochenförmige Amyloplasten, während in den Früchten von Hafer, Reis und Rispengras aus vielen Teilkörnern zusammengesetzte Amyloplasten enthalten sind.
Amyloplasten können auch beim Gravitropismus, dem senkrechten Wachstum, eine Rolle spielen.
Amyloplasten können sich über die Zwischenform Chloroamyloplast aus Chloroplasten entwickeln.